# 北安普敦郡旗
北安普敦郡旗（Northamptonshire flag）是英國英格蘭北安普敦郡的正式標誌之一，自2014年9月11日開始使用。北安普敦郡旗的旗幟圖案是在紅褐色底上有黃色十字，中央有玫瑰圖案。十字代表北安普敦郡地處英格蘭的十字路口。旗幟的底色則來自於當地板球隊和橄欖球隊的代表色。這個方案由公投產生。